# 真鍋貞成
真鍋 貞成（まなべ さだなり）は、戦国時代から江戸時代にかけての武将。通称は次郎、五郎右衛門。官途名は主馬太夫。斎号を真入斎。

## 生涯
永禄11年（1568年）、真鍋貞友（真鍋七五三兵衛）の子として生まれたとされる。天正4年（1576年）の第一次木津川口の戦いで織田軍に属して毛利水軍と戦った父・貞友が戦死したため、叔父の豊後守の後見を受けて貞成が家督を継ぎ、家を保つ。
真鍋氏は和泉国淡輪の在地土豪で、500程の水軍衆を率いたとされる。治めていた淡輪の地が雑賀衆の勢力圏と近かったため、永禄年間に、同国内の大津に織田信長の命で移住させられた。はじめは和泉国を担当した佐久間信盛や後任の蜂屋頼隆に属したと思われ、天正10年（1582年）の武田討伐にも従軍している。信長の死後は羽柴秀吉に属し、その配下の中村氏、蜂須賀氏、堀氏、戸田氏、福島氏などに3000石～4000石程度の禄で仕えた。天正12年（1584年）の秀吉による紀州征伐では雑賀衆に属した淡路国の菅達長の水軍を打ち破っている。
文禄・慶長の役や関ヶ原の戦いにも従軍、関ヶ原では豊臣家の直臣として伊予国に3500石の知行を受けていたため、おそらく西軍に属して一時没落するも、翌年に関ヶ原の戦功で大幅加増された福島正則に招かれ4000石の重臣として仕えた。元和5年（1619年）に福島正則が改易されると貞成は浪人し、細川忠興に1万石で仕官要請を受けるが、これを固辞している。また、この間に広島のキリシタン13名がローマ法王に宛てた手紙に署名しているので、熱心なキリシタンであったと推測される。
後に、徳川秀忠の命で同じ福島旧臣の大崎長行や村上通清（来島通総の弟）らと共に召抱えられ、紀州藩主・徳川頼宣の家臣となった。明暦2年（1656年）に89歳で死去。